# Ricardo Almeida
Ricardo Alves Almeida (født 29. november 1976) er en brasiliansk-amerikansk tidligere MMA-udøver som blandt kæmpede i organisationen Ultimate Fighting Championship.

## Privatliv
Ricardo bor Bordentown i New Jersey i USA med sin familie. Han er hovedinstruktør og ejer af Ricardo Almeida Brazilian Jiu Jitsu School, der ligger i Robbinsville Townshipi New Jersey og i Newtown, PA.